# Пултуск
Пу̀лтуск (на полски: Pułtusk) е град в Централна Полша, Мазовско войводство. Административен център е на Пултуски окръг и на Пултуска община. Заема площ от 23 км2.

## География
Градът се намира в историческата област Мазовия. Разположен е край река Нарев северно от столицата Варшава.

## История
Край града се провежда сражение между шведите на Карл XII и саксонците на генерал Щенау на 21 април 1703 по време на Великата Северна война. След като превзема Краков в края на 1702 г., кралят се връща на север и среща 10 000 противници. Той има същия брой войници, което не му пречи да разбие противниците си почти без съпротива. След победата Карл XII започва продължителната обсада на замъка в Торун.

## Население
Населението на града възлиза на 19 448 души (2017 г.). Гъстотата е 846 души/км2.
Демография
- 1830 – 4400 души
- 1921 – 13 742 души
- 1995 – 18 702 души
- 2004 – 19 175 души
- 2008 – 19 131 души
- 2017 – 19 448 души

## Личности

### Родени в града
- Кшищоф Кленчон, рок-музикант

## Фотогалерия
- Базилика „Благовещение на Пресвета Дева Мария“
- Замък